# Yacht Clube da Bahia
O Yacht Clube da Bahia é um clube de iatismo brasileiro localizado em Salvador, Bahia. O Clube também possui equipes de natação e de maratona aquática.

## História
Foi fundado em 23 de maio de 1935 na antiga fábrica de xales "A. Pereira & Cia", com acesso à baía de Todos os Santos pela Ladeira da Barra.

## Frotas
Tem frotas de Optimist, Laser, Snipe, Dingue, Hobie Cat 16 e 29er.

## Esportistas
Mateus Tavares e Gustavo Carvalho ganharam o campeonato mundial da classe Snipe em 2015.  